# Aleandro Baldi
Aleandro Baldi, all'anagrafe Aleandro Civai (Greve in Chianti, 11 aprile 1959), è un cantautore italiano.

## Biografia

### Gli inizi
Polistrumentista e cantautore di talento, non vedente dalla nascita, viene scoperto da Giancarlo Bigazzi che, dopo avere ascoltato una registrazione delle canzoni di Aleandro, ne intuisce le possibilità. Comincia così nel 1986 la carriera del cantautore, partecipando al Festival di Sanremo con La nave va, una canzone da lui composta e arrangiata. Si classifica al secondo posto nella "sezione giovani", sia per quanto riguarda le preferenze espresse dal pubblico, sia per quelle raccolte fra i critici.
Nel marzo 1987 esce l'album di debutto Aleandro Baldi, realizzato con Maurizio Fabrizio, Raf e Giancarlo Bigazzi. In quell'estate Baldi sarà il vincitore della "sezione giovani" della manifestazione Un disco per l'estate con La curva dei sorrisi. Nel 1989 torna al Festival di Sanremo per presentare il suo brano E sia così (che dà il titolo al suo secondo album): si classifica al terzo posto nella "sezione emergenti".

### Anni '90

Francesca Alotta e Baldi, vincitori della sezione Novità al Festival di Sanremo 1992 con Non amarmi.

#### La vittoria al Festival di Sanremo fra le Nuove Proposte (1992) e fra i Campioni (1994)
La vera consacrazione l'avrà nel 1992 quando vincerà la categoria Nuove Proposte del quarantaduesimo Festival cantando, in coppia con Francesca Alotta, una canzone scritta dallo stesso Baldi, Non amarmi. Il brano (inserito nell'album Il sole) riscuote subito un grande successo, restando in classifica per diversi mesi e occupando la prima posizione per dodici settimane. Otto anni dopo sarà poi tradotta in lingua spagnola e cantata dalla coppia Jennifer Lopez e Marc Anthony, che la portano al successo in campo internazionale. Per lo stesso Festival di Sanremo scriverà il brano Perché, interpretato da Fausto Leali. Sempre nel 1992 vince Un disco per l'estate con il brano Il sole, che è anche tra quelli da lui interpretati al Cantagiro, altra manifestazione vinta.
Due anni dopo partecipa ancora a Sanremo, questa volta nella sezione Campioni, con il brano Passerà da lui scritto. La canzone e l'interpretazione lo portano alla vittoria della manifestazione (curiosamente, anche la categoria Nuove Proposte di tale edizione del Festival viene vinta da un artista toscano e non vedente, un ancora poco conosciuto Andrea Bocelli con Il mare calmo della sera). Il brano viene inserito nell'album Ti chiedo onestà. Dello stesso anno è la pubblicazione del primo libro interamente autobiografico, scritto in collaborazione con il giornalista Marcello Lazzerini. Il titolo scelto dall'autore è Il sole dentro. Nel libro racconta gli anni trascorsi da bambino nell'Istituto per Ciechi di Reggio Emilia che definisce "il Gabbione", la carriera musicale affrontata come un'affermazione di sé più che come una rivalsa.

Baldi al vittorioso Festival di Sanremo 1994 con Passerà.

A maggio del 1995 partecipa al Festival Viva Napoli con il brano Lacreme napulitane, classificandosi al secondo posto. Nel 1996 sale ancora sul palco del Festival di Sanremo questa volta in coppia con Marco Guerzoni con il brano Soli al bar. Il brano ottiene l'ottavo posto e il Premio Famiglia Cristiana, riscuotendo un buon successo. Dopo l'uscita dell'album Tu sei me il cantautore si concede un periodo di distanza dagli studi di registrazione e nel frattempo continua a scrivere materiale nuovo.

### Anni 2000
Nel 2002 pubblica la raccolta Il meglio e il nuovo, anticipata dal singolo I Care, un brano dedicato a Don Milani. Nel disco è presente la panoramica completa del mondo musicale di Baldi: dai grandi successi come Non amarmi e Passerà, che hanno portato il cantautore toscano all'affermazione, a cinque titoli inediti tra cui Ninna nanna 'e mare scritta per lui da Federico Salvatore per il Festival di Napoli del 2001.
A tre anni di distanza nel 2005, Baldi dà alle stampe il singolo La blussanova che segna una svolta rispetto al suo stile classico, grazie anche al quintetto di strumentisti che lo affianca: ne fanno parte i jazzisti Massimo Moriconi (contrabbasso), Luciano Zadro (chitarra), Stefano Nanni (pianoforte) e Giancarlo Nanni (batteria) accanto a Danilo Rossi (prima viola solista presso l'Orchestra e la Filarmonica de La Scala di Milano). Ancora nel 2005 è fra gli artisti che partecipano al disco tributo per ricordare Pierangelo Bertoli a tre anni dalla scomparsa. L'album raccoglie 14 brani interpretati da alcuni tra i maggiori artisti della scena musicale italiana, che hanno rivisitato alcune delle più celebri canzoni di Bertoli, rileggendole in chiave personale. Per dirti t'amo è il brano interpretato in questa occasione da Aleandro Baldi.
Nel 2000, la versione in lingua spagnola No Me Ames di Non amarmi, interpretata da Jennifer Lopez e Marc Anthony vende 8 milioni di copie. Il quartetto Il Divo nel 2004 reinterpreta Passerà vendendo oltre 3 milioni di album. Nel 2007 Baldi torna a incidere, ed esce Liberamente tratto, il primo disco senza l'aiuto e la collaborazione di Giancarlo Bigazzi. Il titolo del CD è Liberamente tratto, proprio perché le canzoni che ne fanno parte non hanno un denominatore comune. La produzione è a cura di Marco Luca Massini, coautore delle canzoni, e Maurizio Bozzi che con Marco Pezzola hanno curato gli arrangiamenti. L'uscita dell'album è anticipata dal singolo Ricomincio da qui.
Dello stesso anno, è il progetto musicale Liberamente Jazz, uno spettacolo teatrale che vede Aleandro Baldi, accompagnato da una jazz band, ripercorrere la propria carriera attraverso arrangiamenti originali e pensati per l'occasione. I brani interpretati sono quelli delle nuove produzioni contenute nell'album Liberamente tratto, assieme ai successi come La nave va, Non amarmi, Soli al bar e l'indimenticabile Passerà in una veste assolutamente inedita. Sul palco con l'artista si esibiscono i musicisti Maurizio Bozorius Bozzi basso, Daniele Malvisi sax, Cosimo Marchese batteria e Marco Pezzola pianoforte.
Nell'autunno del 2008, partecipa come ospite fisso alle sette puntate del varietà televisivo in onda in prima serata su Rai 1, Volami nel cuore. A novembre dello stesso anno partecipa come ospite al 51º zecchino d'oro cantando Le piccole cose belle con l'interprete della canzone Alice Risolino. Nell'ottobre 2009, durante la 15ª edizione della manifestazione canora Premio Mia Martini, riceve il "Premio Mia Martini Speciale" per avere portato la musica italiana nel mondo.

### Anni 2010
Nella primavera del 2010 esce il CD Italian love song con etichetta Drycastle records. L'album è composto da nove cover di brani italiani che vanno dal 1975 al 1980, canzoni particolarmente significative per il cantante. Nello stesso anno ha la possibilità di coronare un sogno che coltivava fin da ragazzo: diplomarsi in chitarra al conservatorio. All'esame finale conseguirà il voto di 10 su 10.
Nel febbraio 2012, in occasione della giornata nazionale del Braille, partecipa come testimonial alla realizzazione del videoclip Un brivido. Il brano era già stato premiato dall'Istituto G. Gaslini di Genova per l'importanza del tema sociale trattato.
Successivamente l'artista si dedica allo studio della musicoterapia, disciplina che utilizza la musica come strumento terapeutico. È in questo ambito che ritrova Riccardo Azzurri, con il quale avvia un progetto, che vede tra gli altri la realizzazione di un brano per rendere omaggio alla propria città natale, Firenze. Nella primavera del 2014, i due presentano Firenze madre, canzone scritta a quattro mani ed eseguita accompagnandosi con il pianoforte (Riccardo Azzurri) e la chitarra (Aleandro Baldi). Il 19 maggio, in occasione dell'apertura della partita del cuore, i due cantautori si esibiscono allo stadio Franchi di Firenze davanti a 40 000 persone.
Dal 5 ottobre 2014 è stato ospite fisso, per 14 puntate, del programma di intrattenimento Domenica in, partecipando alla gara canora Ancora Volare. Otto coppie formate da big della canzone italiana e giovani talenti si sono sfidati interpretando successi contemporanei e del passato.
Nel 2016 torna in televisione con Francesca Alotta su Rai Uno per la nuova edizione de “I Migliori Anni”, lo show condotto da Carlo Conti.

### Anni 2020
Attualmente vive a Greve in Chianti, da dove continua l'attività turnistica, insegna musica e si occupa di musicoterapia; di quest'esperienza ha parlato durante un intervento a unomattina l'11 luglio 2023.
Il 24 maggio 2024 all'ospedale Apuane di Massa ha tenuto un concerto per i pazienti del reparto di oncologia.
Nell'estate 2024 è stato il giudice del talent Canta in Tour.  
Il 1º maggio 2025 ha presentato su Rai 1 nel programma La volta buona il singolo La sintonia che precede l'uscita dell'omonimo album, pubblicato il 29 giugno.

## Discografia

### Album in studio
- 1987 – Aleandro Baldi
- 1989 – E sia così
- 1992 – Il sole
- 1994 – Ti chiedo onestà
- 1996 – Tu sei me
- 2002 – Il meglio e il nuovo
- 2007 – Liberamente tratto
- 2010 – Italian Love Songs
- 2025 – La sintonia

### Singoli
- 1992 – Non amarmi
- 2023 – non mi serve niente
- 2025 – Viareggio e ti innamori
- 2025 – La sintonia